# アルフォンス・イノウエ
アルフォンス・イノウエ（Alphonse Inoue、1941年 - 2025年）は、日本の銅版画家。兵庫県神戸市生まれ。

## 作品[1]

### 装丁・装画
- 日夏レイ詩集「シメール」
- 生田耕作著・訳 マンディアルグ「満潮」
- マンディアルグ「1914年の夜」「黒い文学館」
- ジャン・カスー「黄昏のウィーン」
- ジョイス・マンスール「女十態」

### その他
- オリジナル版画集「響宴」「夢座」
- 「書票作家6人集」
- 「アルフォンス・イノウエ書票集」
- 「Belles Filles」銅版画集
- 私刊本詩画集「夢の半周」